# Bosquerola de Virgínia
La bosquerola de Virgínia (Leiothlypis virginiae) és un ocell de la família dels parúlids (Parulidae).

## Hàbitat i distribució
D'hàbits migratoris, cria a zones boscoses del sud-oest dels Estats Units. Passa l'hivern a Mèxic.